# Geschiedenis van de muzieknotatie

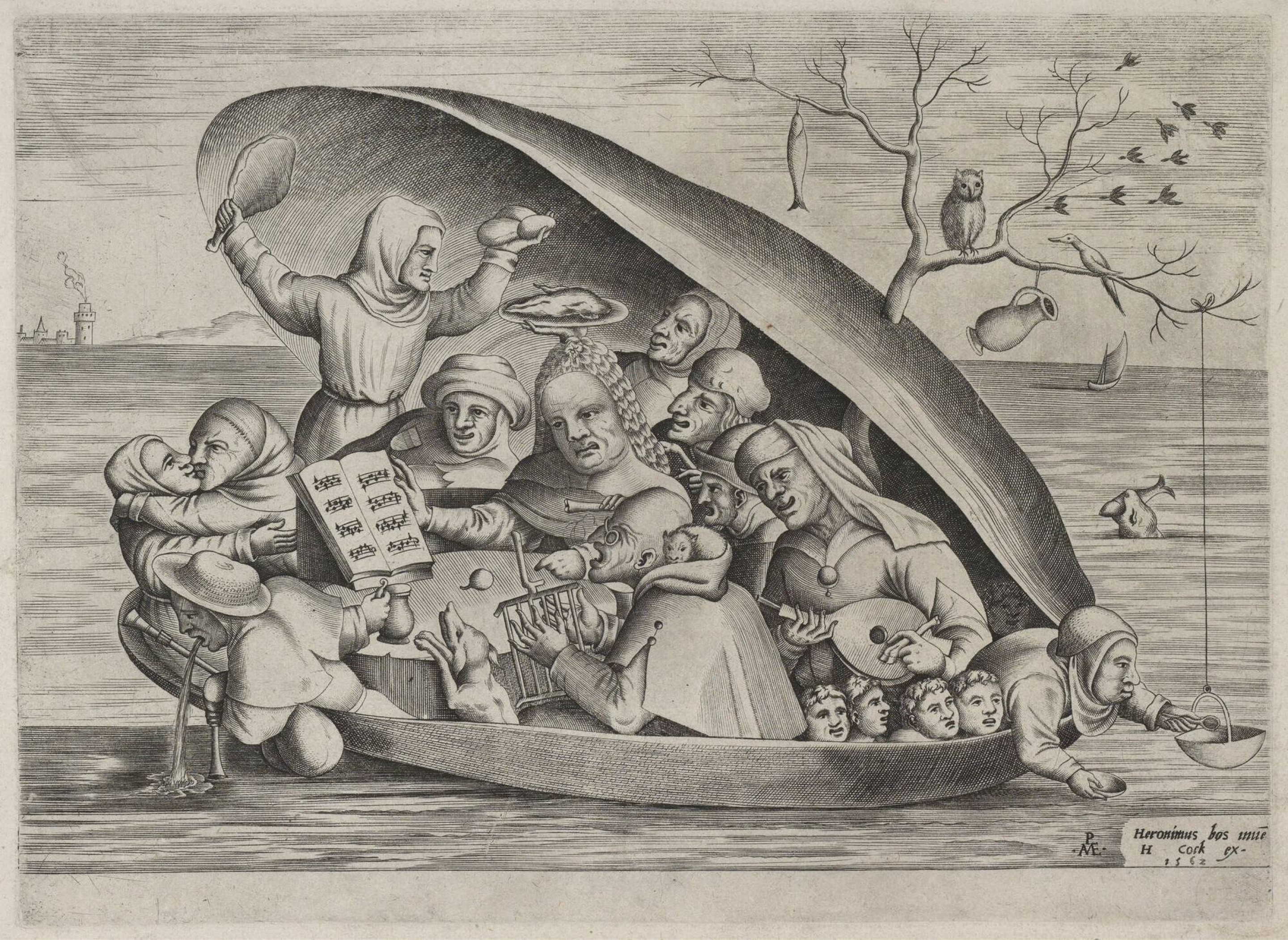
Een detail met muzieknotatie uit de 16e eeuw

Het ontstaan van muzieknotatie is een typisch westerse ontwikkeling. De meeste andere culturen hebben wel muziek, maar de overdracht  van de leraar naar de leerling vindt meestal op het gehoor plaats. In West-Europa ontstond er echter tijdens het Karolingische Rijk behoefte aan een betere vastlegging van muziek. Deze behoefte was deels religieus, deels politiek. De Frankische koningen wilden graag wat meer eenheid in hun rijk aanbrengen en hun wens was nauw verbonden met de wens van de paus om geheel Europa katholiek te maken. De kerk wilde graag dat op dezelfde dag in heel Europa in alle kerken precies dezelfde gezangen te horen waren. 

## Griekse muzieknotatie
Vóór de tijd van het Karolingische Rijk hadden de Grieken al pogingen gedaan om muziek te noteren, maar deze kunst was grotendeels vergeten, hoewel men al wel de noten van een bepaalde toonladder aangaf met letters A-B-C-D-E-F-G. Deze letters gaven echter geen informatie over de grootte van de toonafstand tussen twee tonen, en dus ook niet over de modus van de betrokken toonladder.

## Neumenschrift
Het begin van de ontwikkeling van de West-Europese muzieknotatie is het neumenschrift. Dit was een stelsel van tekens die aangaven hoe een bepaalde gezongen lettergreep onderverdeeld werd, of een noot lang was, of hij de klemtoon had en ook, tot op zekere hoogte, of een melodie omhoog of omlaag ging.

## Ritmische en metrische notatie

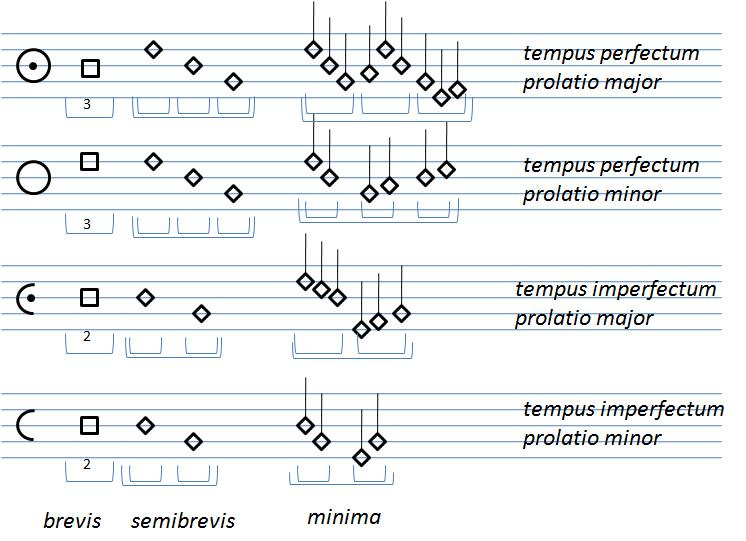
Tempus en prolatie in witte notatie